# Xenillus imitator
Xenillus imitator är en kvalsterart som beskrevs av Pérez-Íñigo och Baggio 1993. Xenillus imitator ingår i släktet Xenillus och familjen Xenillidae. Inga underarter finns listade i Catalogue of Life.